# Валенсия (тайфа)
Тайфа Валенсия (араб. طائفة بلنسية‎, исп. Taifa de Valencia) — средневековое мусульманское государство (тайфа) на востоке современной Испании, существовавшее в течение четырёх временных интервалов: 1010—1065, 1075—1099, 1145—1147 и 1229—1238 годах. Затем тайфа была завоёвана Арагоном.
После распада Кордовского халифата власть в Валенсии захватили предводители сакалиба из числа приближённых к аль-Мансуру — Мубарак и Музаффар. Позже они также были смещены сакалиба, формально признавшими власть сначала эмира Тортоссы, затем эмира Дении.
В 1021 году Абд аль-Азиз, внук аль-Мансура, представитель клана Амиридов, сверг с помощью рабов-африканцев сакалибского эмира и стал править в Валенсии в течение 40 лет. После его смерти Амириды правили Валенсией ещё некоторое время.
В 1085 году она была передана бывшему эмиру Толедо Яхье аль-Кадиру, а с 1087 года Валенсия фактически находилась под властью Сида Кампеадора, который завоевал её как полководец эмира Сарагосы, но в 1094 году превратил её в своё личное владение.

## Правители тайфы Валенсия
- «сакалиба»
  - Мубаррак (1010/11-1017)
  - Музаффар (1010/11-1017)
  - Лабиб аль-Амири аль-Фата (1017—1019) (он же правил в Тортосе 1010—1039/1040)
  - Муджахид аль-Муваффак (1017—1021) (он же правил в Дении 1010/1012-1045)
- Амириды
  - Абд аль-Азиз аль-Мансур (1021—1061)
  - Абд аль-Малик аль-Музаффар (1061—1065)
- под контролем тайфы Толедо (1065—1075)
  - Абу Бакр (1075—1085)
  - Усман аль-Кади (1085—1086)
- Зунунниды
  - Яхья аль-Кадир (1086—1092) (он же правил в Толедо 1075—1085)
- Яххафиды
  - Абу Ахмад Джафар (1092—1094)
- Сид Кампеадор (1094—1099)
- под контролем Кастилии (1099—1102)
- под контролем Альморавидов (1102—1145)
- династия Абд аль Азиза
  - Абу Абд аль-Малик Марван (1145)
- Джиаддиды
  - Абу Мухаммад (1145—1146)
- Худдиды
- Абу Ахмад Джафар (1146)
- Джиаддиды (реставрация)
  - Абу Мухаммад (1146—1147) (во второй раз)
- под контролем тайфы Мурсии (1147—1172)
- под контролем Альмохадов (1172—1229)
- Марданис
  - Зайян ибн Марданиш (1229—1238) (он же правил в Мурсии 1239—1241)
- тайфа завоёвана Арагоном (с 1238)